# 中國新聞 (日本)

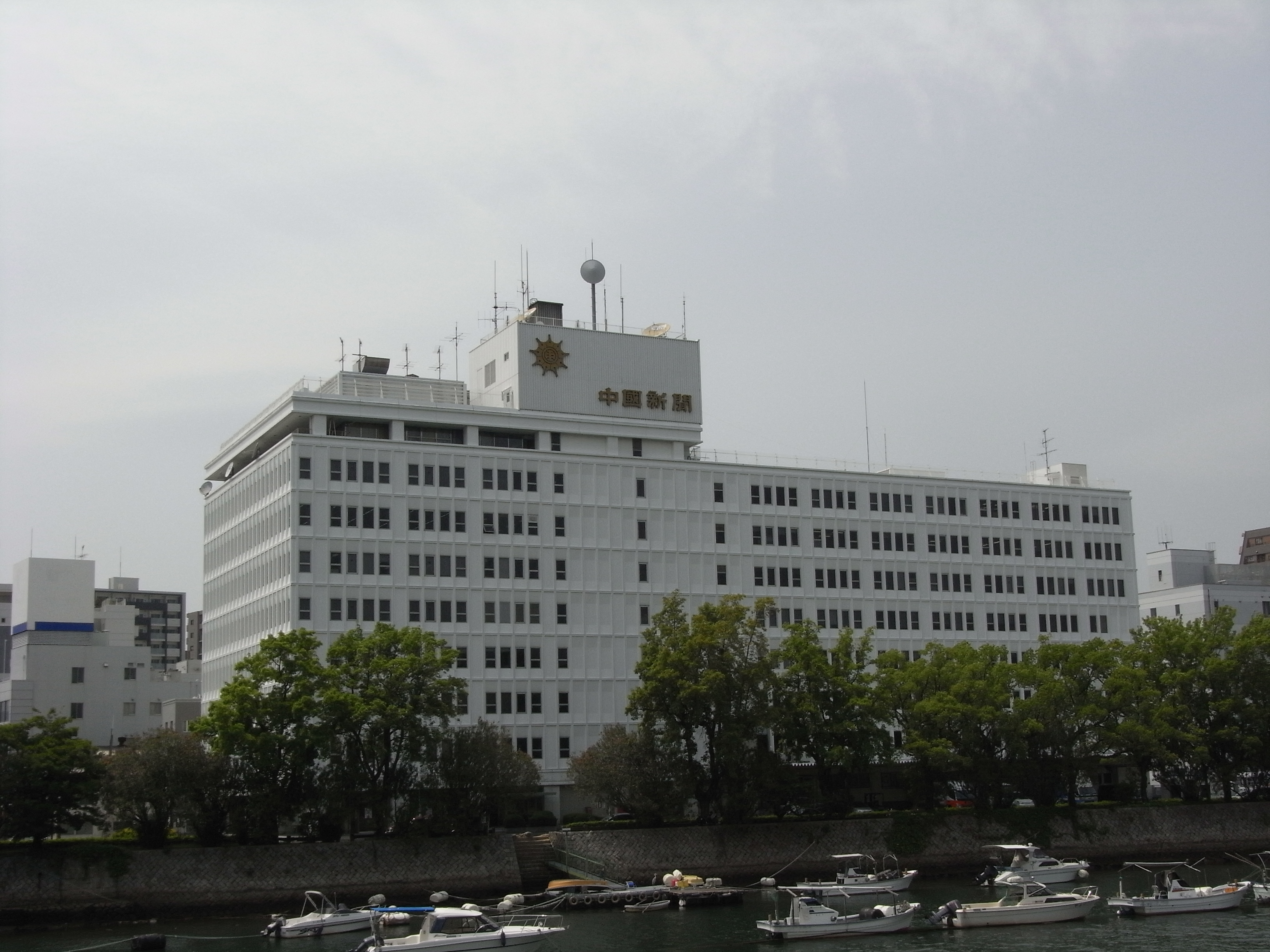
中国新聞社本社

中国新聞社（報紙為《中國新聞》）1892年於日本廣島市創立並發行報紙。當時其業務為以廣島縣為中心，於山口縣、島根縣、岡山縣發行及販賣早報及晚報。1970年左右曾把一部份刊物委託日經在鳥取縣的零售店銷售，稱為鳥取版，但因為銷售結果不好而取消。該社為廣島縣的地方報紙代表。
該社也記錄了相當多攸關廣島市的事件，比如原爆問題或馬自達相關的主題報導與評論。對於不以中立姿態報導的新聞，反對原爆問題或和平等相關議題，也都會給予疑問及意見，因此當時讀者常常有批判性的投稿（因為廣島縣為原子彈受害縣）。該社還做了知名的暴力團驅逐運動（暴力団追放キャンペーン）專題。
2005年11月，該社在廿日市市成立中國新聞廣島製作中心，通稱，擁有24個面的全彩印刷機。
目前該社除了廣島市總部以外，也在福山市、周南市（舊稱德山市）發行報紙。

## 沿革
- 1892年　日報「中國」創刊。
- 1908年　刊刊頭為「中國新聞」。
- 1931年　創設日本中國地區車站傳記（日本語：中国駅伝（広島～福山間））。
- 1942年　為紀念創刊五十週年，創立中国文化獎。
- 1945年　美軍在廣島投下原子彈，總部受損。轉而請求朝日新聞代為印製，該社僅僅休刊2天，從9日再度發行報紙。
- 1948年　設立鈴木三重吉獎。
- 1952年　設立中国体育文化獎。
- 1959年　連載專題「瀨戶內海」得到新聞協会獎。
- 2005年　廿日市市大野中的新印刷工場廣島制作中心（ちゅーピーパーク）投入運作。

## 中國新聞總社
- 廣島本社　廣島縣廣島市中区土橋町7-1
- 備後本社　廣島縣福山市御門町3-2-13
- 防長本社　山口縣周南市御幸通2-22

## 支社
東京、大阪、呉

## 總局
岩国

## 支局
西広島、北広島、三原、尾道、山口、鳥取、松江、濱田、益田、岡山、井原、笠岡、福岡、等

## 放送欄

### 廣島縣版

#### 主要版面（最終項）
通常版
- NHK総合（D1）
- NHK教育（D2）
- RCC（D3）
- 広島電視台（D4）
- HOME（D5）
- TSS（D8）

半分版
- NHK衛星第1
- NHK衛星第2

### 山口縣版

#### 主要版面（最終面）
通常版
- NHK総合
- NHK教育
- 山口放送（D4）
- 山口電視台（D3）
- 山口朝日（D5）
- 西日本電視台（D8）

半分版
- TVQ（D7）
- 九州朝日（D1）
- RCC
- 廣島電視台

小版
- RKB每日（D4）
- 大分（D3）
- 大分電視台（D4）
- WOWOW

## 外部連結
- 中国新聞
- 中国新聞的Facebook專頁
- 中国新聞的X（前Twitter）